# ديريك تشوفين

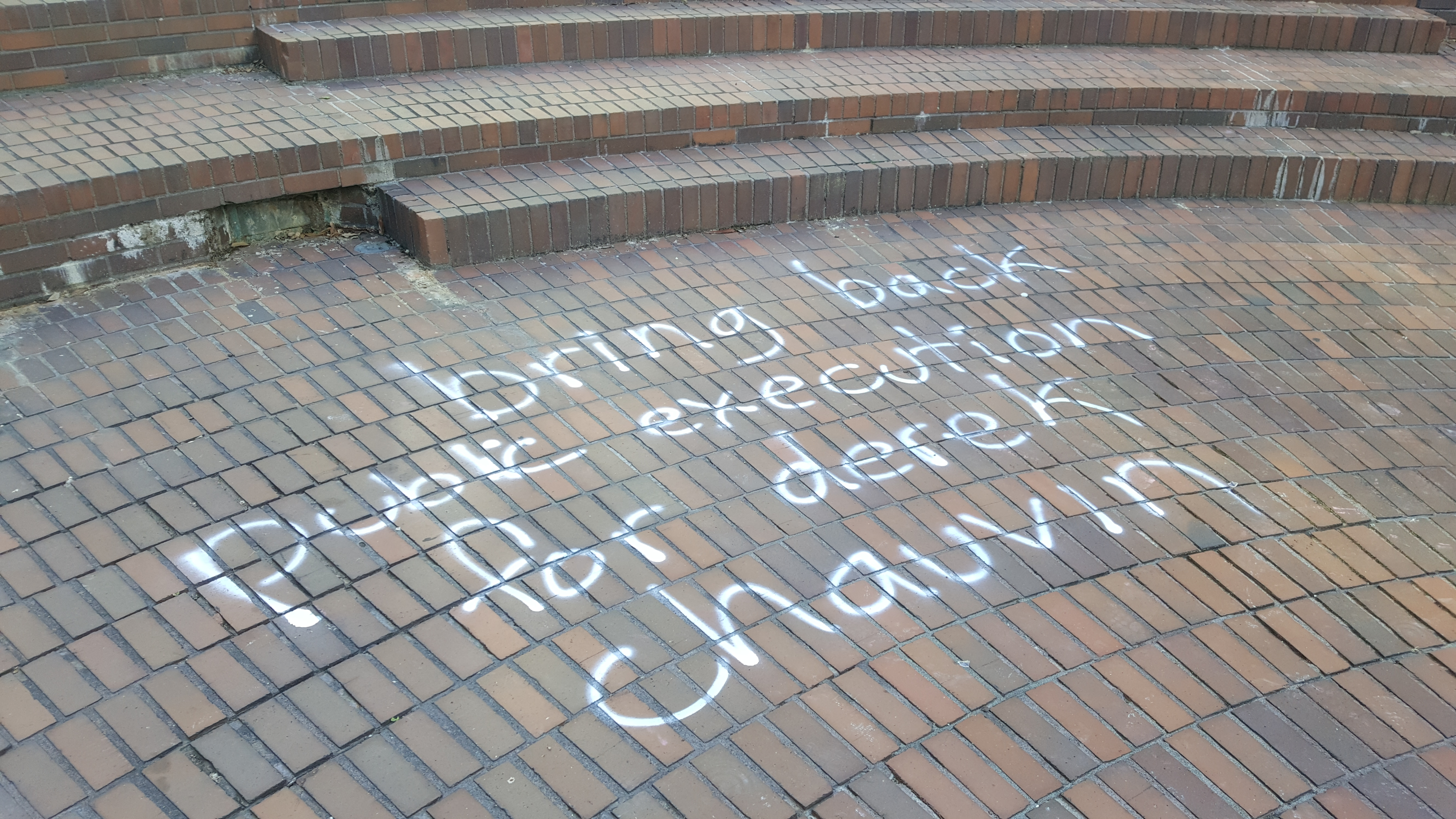
بورتلاند، أوريغون أثناء احتجاجات جورج فلويد، 2020.

ديريك تشوفين هو ضابط شرطة سابق أمريكي أدين بقتل جورج فلويد في منيابولس، مينيسوتا.
كان شوفين قد ركع على رقبة فلويد لمدة تسع دقائق تقريبًا بينما كان فلويد مقيد اليدين ووجهه لأسفل في الشارع وهو ينادي «لا أستطيع التنفس» أثناء اعتقاله مع ثلاثة ضباط آخرين في 25 مايو 2020. تم إطلاقه من قبل منيابولس. قسم الشرطة (MPD) في 26 مايو واعتقل في 29 مايو. أدى القتل إلى سلسلة من الاحتجاجات في المدن التوأم وفي جميع أنحاء الولايات المتحدة، وانتشرت لاحقًا في جميع أنحاء العالم. واتهم شوفان مع ثاني درجة القتل غير المتعمد، جريمة قتل من الدرجة الثالثة، ومن الدرجة الثانية القتل غير العمد.
بدأت محاكمته في 8 مارس 2021، في محكمة المقاطعة القضائية الرابعة في مينيسوتا، وانتهت في 20 أبريل عندما وجدته هيئة المحلفين مذنبًا في جميع التهم الثلاث. أُلغي الإفراج عنه بكفالة بعد أن وافق قاضي مقاطعة هينيبين، بيتر أ. كاهيل، على طلب الادعاء للقيام بذلك. واحتجز في أوك بارك مرتفعات السجن لحراسة مشددة حتى الحكم عليه في يونيو 25.  وفي 12 مايو 2021، حكمت أن لشوفان استخدمت تفاقم قوة والنيابة العامة قد تسعى عقوبة أطول بالسجن.  في 25 يونيو 2021، تلقى حُكمًا بالسجن لمدة 22.5 عامًا، مع ائتمان الوقت الذي قضاها.
تعرض للطعن أكثر من 20 مرة بسكين على يد نزيل آخر في السجن، بحسب ما أعلن ممثلو ادعاء أميركيون في 2 ديسمبر 2023، مع إعلان اتهامات بالشروع في القتل.

## النشأة والتعليم
ولد شوفين في 19 مارس 1976.  كانت والدته ربة منزل وكان والده محاسبًا قانونيًا.  عندما كان في السابعة من عمره، طلق والديه ومنحا حضانة مشتركة له.
التحق شوفين بمدرسة بارك الثانوية في كوتيدج جروف، مينيسوتا، لكنه لم ينته وحصل لاحقًا على شهادة GED.  حصل على شهادة في إعداد كمية الطعام في الكلية التقنية بمقاطعة داكوتا وعمل في وظائف طباخًا مُعدًا في ماكدونالدز ومطعم بوفيه في جنوب المترو.  خدم في احتياطي جيش الولايات المتحدة من عام 1996 إلى عام 2004،  بما في ذلك فترتان في الشرطة العسكرية بين عامي 1996 و2000.  خلال تلك الفترة، حضر أيضًاكلية مجتمع إنفر هيلز من 1995 إلى 1999  ثم انتقل بعد ذلك إلى جامعة ولاية متروبوليتان حيث تخرج بدرجة البكالوريوس في تطبيق القانون في عام 2006.